# Serjania nipensis
Serjania nipensis är en kinesträdsväxtart som beskrevs av Ignatz Urban. Serjania nipensis ingår i släktet Serjania och familjen kinesträdsväxter. Inga underarter finns listade i Catalogue of Life.